# Pensionsafkastskat
Pensionsafkastskatten (også kaldet PAL-skat, hvor PAL er en forkortelse af Pensionsafkastbeskatningsloven) er den skat, der årligt betales af det løbende afkast (renter, kursgevinster, udbytte mv.) af al dansk pensionsopsparing. Skattesatsen er p.t. på 15,3 %. Skatten har store årlige udsving, ikke mindst pga. kursgevinster og -tab på pensionsformuerne, men er i dag en væsentlig indtægtskilde for staten.
Pensionsafkastskatten beregnes på baggrund af indkomsten opnået i hvert kalenderår. Pensionsformuer før 1982 friholdes forholdsmæssigt for skatten. 

## Historie
Beskatning af afkastet af pensionsformuerne blev indført med realrenteafgiften, der første gang opkrævedes i 1984. Indtil da havde forrentning af pensionsopsparing været skattefri i modsætning til forrentning af såkaldt fri opsparing (opsparing uden for pensionssystemet). På det tidspunkt var inflationen i Danmark høj og ustabil, og som navnet antyder, var skatteprocenten i forbindelse med denne skat gjort afhængig af realrenten. Det medførte, at skattesatsen for det nominelle afkast kunne svinge betydeligt fra år til år. Det var dog kun nogle former for afkast, nemlig af obligationer, pantebreve og fast ejendom m.v., der var underlagt realrenteafgiften, mens bl.a. afkast af aktier, anparter og andelsbeviser samt indeksobligationer og opsparing foretaget før 1983 var fritaget. Fra og med 2. juni 1998 blev afkast af aktier m.v. dog også beskattet med en afgift på 5 %.

### Fra realrenteafgift til pensionsafkastskat
Som led i Pinsepakken fra 1998, der forsøgte at skabe større sammenhæng i beskatningen af forskellige typer af kapitalindkomst, blev realrenteafgiften omlagt til en fast skat på 26 % af nominelle renteindtægter, mens aktieindkomst fortsat beskattedes med 5 %. Ændringerne indførtes med pensionsafkastbeskatningsloven med virkning fra 2000, hvor skatten dermed også skiftede navn.
Allerede i efteråret 2000 blev beskatningen igen omlagt, så de to satser på henholdsvis 26 og 5 % blev erstattet af en fælles sats på 15 % med virkning fra 2001. Som følge af finanslovsaftalen for 2012 er satsen fra og med 2012 blevet forhøjet til 15,3 %.

## Provenu
I 2011 gav pensionsafkastskatten et provenu til staten på 39,4 mia. kr. eller godt 2 % af BNP. Provenuet svinger som nævnt kraftigt fra år til år som følge af de svingende obligations- og aktiekurser. Det forventes imidlertid, at betydningen af skatten for de offentlige finanser ud fra en gennemsnitsbetragtning vil stige over de kommende årtier i takt med den danske pensionsformues udbygning.